# Coinos
Coinos (Coenus o Koinos, grec: Κοῖνος) fou el segon suposat rei de Macedònia, fill i successor de Caranos de Macedònia, no reconegut per molts historiadors com a històric. L'historiador macedoni Màrsies de Pel·la explica una història referida al seu nom: Un tal Knopis de Còlquida va anar a Macedònia i va viure a la cort de Caranos; quan va néixer el primer fill mascle de Caranos, aquest li volia donar el nom de l'avi (pare de Caranos), Kiraron o Kararon, però la mare s'hi va oposar i volia donar-li el nom del pare d'ella. Llavors Knopis fou consultat sobre l'afer i preguntat sobre quin nom li posaria (cal pensar que el del pare o el del sogre del rei), va dir que cap; llavors se'l va anomenar Koinos (comú).